# 岩瀬武司
岩瀬 武司（いわせ たけじ、1859年4月5日（安政6年3月3日）- 1923年（大正12年）11月27日）は、明治から大正期の農業経営者、漁業家、酒造家、実業家、政治家。衆議院議員、千葉県夷隅郡御宿村長。

## 経歴
上総国夷隅郡久保村（千葉県夷隅郡久保村、御宿村久保を経て現御宿町久保）で、農業、漁業、酒造業を営む岩瀬家に生まれた。漢学を修めた。
1876年（明治9年）11月、久保小学校訓導に就任。1883年（明治16年）学務委員となる。1879年（明治12年）2月、民権結社・以文会の結成に参画した。1884年（明治17年）10月、以文会の運動会懇親会で以文会員の官選戸長に辞職を勧告したことから、同年11月、千葉県警察部は岩瀬ら以文会幹事12名を国事犯容疑で逮捕し、岩瀬は投獄され1886年（明治19年）に出獄した（夷隅事件）。
1889年（明治22年）4月、町村制施行により御宿村が成立すると同村会議員となり、同年5月、初代同村長に就任し、2期在任して1897年（明治30年）5月に退任。この間、漁業など産業の振興に努めた。また、夷隅郡漁業組合総会議長、夷隅郡会議員、同議長にも在任した。
1894年（明治27年）3月、千葉県会議員に選出され、1898年（明治31年）8月まで在任し、この間、同参事会員も務めた。1898年8月、第6回衆議院議員総選挙（千葉県第6区、憲政党）で当選し、その後立憲政友会に所属し衆議院議員に1期在任した。また1898年9月、君塚省三の後任として以文会第三次会長となり1908年（明治41年）6月まで在任。その他、政友会支部幹事、御宿町会議員、政友会支部顧問なども務めた。
実業界では、全国酒造連合会委員、房総遠洋漁業取締役、千葉遠洋漁業取締役、大原銀行監査役などに在任した。

## 親族
- 義兄 君塚省三（衆議院議員、千葉県会議長）[1]